# Philip Doyle
Philip Doyle (Lisburn, 17 de setembro de 1992) é um remador irlandês.

## Carreira
Doyle estudou na Escola Primária St. Mary em Banbridge de 1996 a 2004. Depois, frequentou a Banbridge Academy de 2004 a 2011, onde jogou hóquei e venceu o Bannister Bowl em 2006, a Richardson Cup em 2007 e 2008, a McCullough Cup em 2010 e a Burney Cup em 2010 e 2011. Ele jogou em um time que venceu a All Ireland Schools Cup em 2011 e chegou às semifinais da European Schools Cup em 2011.
Doyle foi estudar Medicina na Queen's University Belfast em 2012 e começou a remar em 2013. Ele venceu o British University Championships como novato em 2014 e ficou em segundo lugar no Novice Irish National Championships naquele ano, All in men's 8+'s. Ele foi para o European Universities Championships em 2014 em Hanover, ficando em 8º lugar no skiff individual masculino. Em 2016, Doyle venceu o campeonato masculino de double scull com Tiernan Oliver e levou a prata no campeonato individual para Sam Twine da Reading University. Naquele ano, Byrne e Tiernan ganharam uma medalha de bronze em Zagreb nas Universidades Europeias e ficaram em 9º lugar nas Universidades Mundiais em Poznan.
Nos Jogos Olímpicos de Verão de 2024, em Paris, conquistou a medalha de bronze na competição de skiff duplo masculino, ao lado de Daire Lynch com o tempo de 6:15.17.